# Барбоза дос Сантос Жуниор, Ренато
Рена́то Барбо́за дос Са́нтос Жу́ниор (порт.-браз. Renato Barbosa dos Santos Júnior; род. 5 июня 2002, Сан-Паулу) — бразильский футболист, нападающий клуба «Аль-Васл».

## Клубная карьера
Жуниор — воспитанник клуба «Агуа Санта». В 2021 году он дебютировал за основной состав. Летом того же года Жуниор на правах аренды перешёл в португальский «Портимоненсе». 8 августа в матче против «Витории Гимарайнш» он дебютировал в Сангриш лиге. В начале 2022 года Ренато был арендован «Гоясом». 10 апреля в матче против «Коритибы» он дебютировал в бразильской Серии A. По окончании аренды он вернулся в «Агуа Санта».
в начале 2023 года Жуниор перешёл в датский «Виборг». 20 февраля в матче против «Мидтьюлланна» он дебютировал датской Суперлиге. 21 августа в поединке против «Вейле» Ренато забил свой первый гол за «Виборг».